# Kurt von Fritz
Kurt von Fritz (25 août 1900 à Metz - 16 juillet 1985 à Feldafing) est un philologue allemand. Il est l'auteur de nombreux ouvrages sur la civilisation grecque.

## Biographie
Fils d'Adolf von Fritz, un lieutenant-colonel de l'armée prussienne, Karl Albert Kurt von Fritz naît à Metz, en Lorraine, le 25 août 1900. Il s’intéresse très tôt aux langues anciennes, passant son Abitur à Fribourg-en-Brisgau en 1918. Kurt est appelé aussitôt sous les drapeaux, où il est promu Fahnenjunker avant la fin de la guerre.
Après l'Armistice de 1918, Kurt von Fritz poursuit ses études à Fribourg, puis à Munich, sous la direction d'Eduard Schwartz. Il suit des cours de philologie, de philosophie de mathématiques et de grec jusqu'en 1923. En 1924, Kurt obtient son Staatsexamen (en). De 1925 à 1927, il suit une formation d'enseignant pour l'enseignement supérieur, obtenant son agrégation en 1927. De 1927 à 1931, il enseigne les langues classiques à l'université de Munich. Kurt von Fritz épouse, en 1931, Luise Eickemeyer, la sœur de l'architecte Manfred Eickemeyer. De 1933 à 1935, il enseigne, comme professeur, à l'Université de Rostock.
En 1935, Kurt von Fritz déménage à Starnberg, avant d'émigrer en Grande-Bretagne, en 1936. Là, il devient assistant de mathématiques grecques au collège Corpus Christi d'Oxford. Professeur invité à Portland et New York, en 1937 et 1938, il est nommé professeur de grec et de latin à l'Université Columbia de New York en 1938, chaire universitaire qu'il occupe jusqu'en 1954.
Revenu en Europe en 1954, Kurt von Fritz est nommé professeur de philologie classique à l'Université libre de Berlin. De 1958 à 1968, il enseigne la philologie classique à l'Université Louis-et-Maximilien de Munich, où il termine sa carrière. En 1973, il sera cependant de nouveau invité à l'Université du Texas à Austin.
Kurt von Fritz décéda le 16 juillet 1985, à Feldafing, en Bavière.

## Ses publications[4]
- Die griechische Geschichtsschreibung. vol. 1, de Gruyter, Berlin, 1967.
- Grundprobleme der Geschichte der antiken Wissenschaft, de Gruyter, Berlin/New York, 1971.
- Schriften zur griechischen und römischen Verfassungsgeschichte und Verfassungstheorie, de Gruyter, Berlin/New York, 1976.
- Schriften zur griechischen Logik. 2 vol. Frommann-Holzboog, Stuttgart-Bad Cannstatt, 1978.
  - 1. Logik und Erkenntnistheorie.
  - 2. Logik, Ontologie und Mathematik.
- The Relevance of Ancient Social and Political Philosophy for our Times. A short Introduction to the Problem, de Gruyter, Berlin/New York, 1974.
- Philosophie und sprachlicher Ausdruck bei Demokrit, Plato und Aristoteles, New York, 1938.
- Antike und moderne Tragödie. 9 Abhandlungen, Berlin, 1962.
- Platon in Sizilien und das Problem der Philosophenherrschaft, Berlin, 1968.
- Platon, Theaetet und die antike Mathematik, Wissenschaftliche Buchges, Darmstadt, 1969.
- Grundprobleme der Geschichte der antiken Wissenschaft, Berlin, 1971.
- Schriften zur griechischen und römischen Verfassungsgeschichte und Verfassungstheorie, Berlin, 1976.
- Beiträge zu Aristoteles, Berlin, 1983.
- Mathematiker und Akusmatiker bei den alten Pythagoreern, Verl. d. Bayer. Akademie d. Wissenschaften, München, 1960.
- Quellen-Untersuchungen zu Leben und Philosophie des Diogenes von Sinope, Dieterich'sche Verlh., Leipzig, 1926.

## Sources
- Hans-Michael Körner (dir) : Große Bayerische Biographische Enzyklopädie, 4 tomes, Walter de Gruyter, Berlin, 2005 (p. 580-581)